# Sarasota Opera
La Sarasota Opera è una compagnia d'opera professionale a Sarasota, in Florida, USA, fondata come Asolo Opera Guild e, fino al 1974, ha presentato le produzioni di una compagnia ospite. Tra il 1974 e il 1979 iniziò a montare le proprie produzioni nella stessa sede fino a quando, nel 1979, acquisì l'Edwards Theatre, che divenne il Sarasota Opera House nel 1984. La sede subì un ulteriore rinnovamento nel 2008, creando un locale da 1.119 posti a sedere.
Oltre a due o tre opere nel repertorio popolare, ogni stagione include tipicamente un'opera come parte del lungo "Ciclo Verdi", le presentazioni programmate della compagnia di ogni opera di Verdi e una nella serie "Masterworks Revival".

## Storia della compagnia

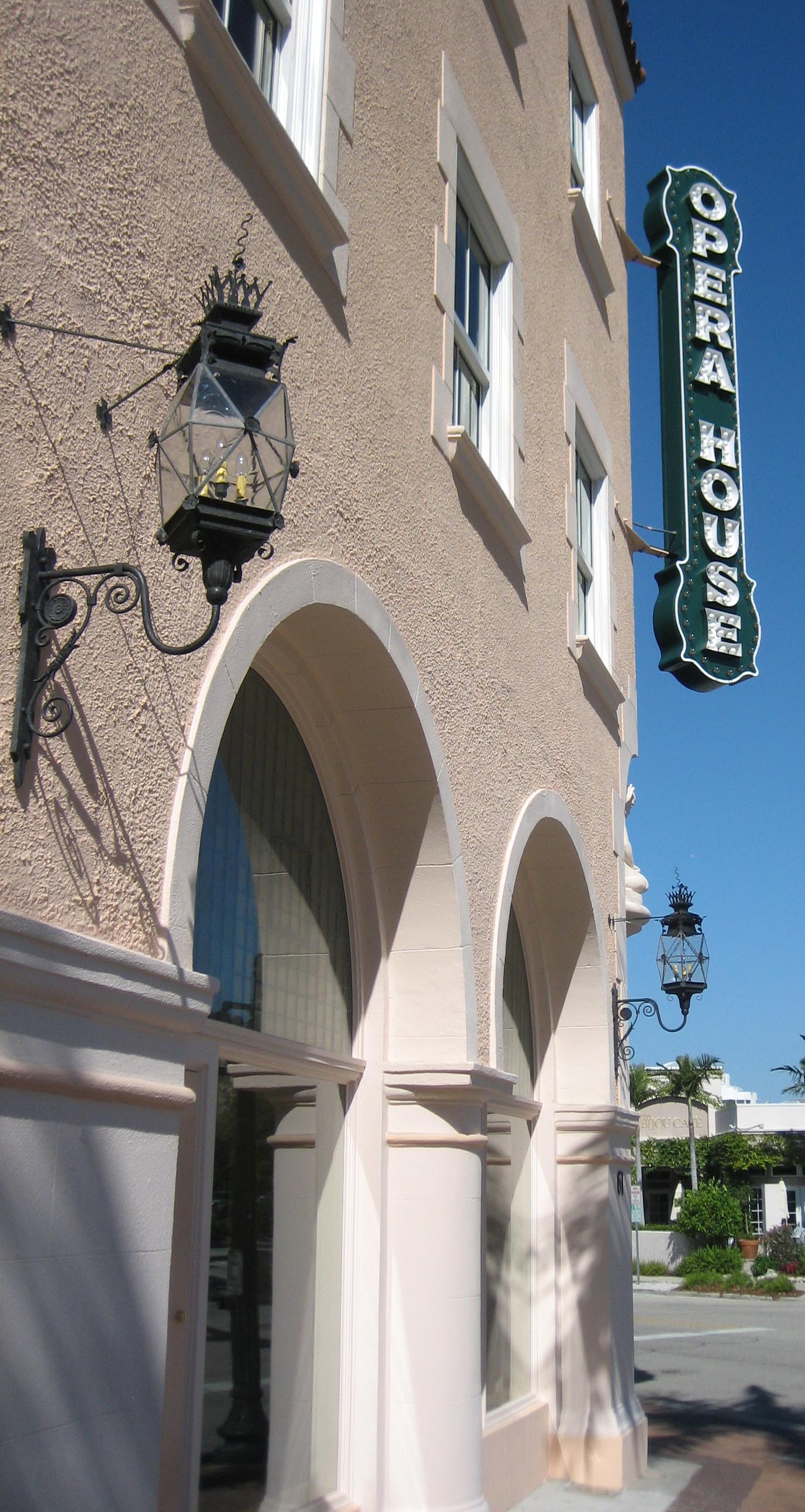
Sarasota Opera House, late March 2008.

Inizialmente portando l'Opera Turnau di Woodstock, New York, ad esibirsi in opere da camera nello storico Teatro Asolo, nel parco del John and Mable Ringling Museum of Art, la compagnia iniziò a montare le proprie produzioni, anche all'Asolo, nel 1974 ma quando acquistò l'Edwards Theatre nel 1979, la compagnia iniziò una riabilitazione del vecchio vaudeville e del cinema e lo aprì nel 1984.
Sotto la direzione artistica di Victor DeRenzi dal 1982 e il direttore esecutivo Richard Russell, la compagnia presenta il suo Winter Opera Festival a febbraio e marzo, offrendo solitamente quattro opere in scena con la Sarasota Opera Orchestra. Il repertorio comprende opere di repertorio e opere meno note.
Nel marzo 2008 la Sarasota Opera House ha riaperto dopo una ristrutturazione da $ 20 milioni con il Rigoletto di Verdi e nello stesso anno ha aggiunto la sua prima produzione autunnale, Il barbiere di Siviglia di Rossini portando il numero di opere presentate in una stagione a cinque. Per la maggior parte, le opere d'autunno sono state popolari, ma nel 2012 presentò l'opera in prima visione di Daron Hagen, Little Nemo in Slumberland, tratta dal fumetto omonimo.

### Tratti caratteristici della compagnia

#### Il Ciclo Verdi
Una delle iniziative più antiche della compagnia è il Ciclo Verdi, uno sforzo, iniziato nel 1989, per eseguire tutti i lavori di Giuseppe Verdi, incluse tutte le sue opere (e tutte le versioni alternative), tutta la sua musica orchestrale e da camera, come ad esempio il Requiem. Negli ultimi anni, le opere del Ciclo Verdi hanno sono state I due Foscari, Giovanna d'Arco, I Lombardi e Otello. Nel 2009 la compagnia ha messo in scena il rifacimento del compositore del Don Carlo nella versione in quattro atti del 1884 (la versione "La Scala") in francese. All'epoca questa era la più grande opera mai rappresentata dalla compagnia.
La prima grand opera che Verdi scrisse per Parigi, Jérusalem (una versione riveduta de I Lombardi andata in scena nel 1843), fu data in francese nel 2014, mentre la sua prima commedia, Un giorno di regno, andò in scena nel 2013. Don Carlos, nell'originale versione parigina in 5 atti in francese fu eseguita nel 2015.
La stagione 2016 del Winter Festival ha portato a termine il ciclo Verdi di 28 anni il 20 marzo 2016, rendendo la Sarasota Opera l'unica compagnia al mondo ad aver eseguito tutte le opere di Giuseppe Verdi, operistiche e non operistiche, disponibili per l'esecuzione e il Maestro Victor DeRenzi è l'unico direttore al mondo ad aver diretto ogni opera disponibile di Giuseppe Verdi. La stagione culminò in una Settimana del Festival di Verdi, dal 15 al 20 marzo, che comprendeva spettacoli delle ultime due opere verdiane da eseguire come parte del ciclo, La battaglia di Legnano e Aida, due concerti dedicati alla musica di Verdi, una conferenza internazionale su Verdi di due giorni, in collaborazione con l'American Institute for Verdi Studies e una mostra retrospettiva dei 28 anni del Ciclo Verdi. Tra gli ospiti illustri c'erano due grandi pronipoti di Giuseppe Verdi, Maria Mercedes Carrara Verdi e Angiolo Carrara Verdi, Gloria Marina Bellelli, Console Generale d'Italia, ed Enzo Petrolini, Presidente del Club dei 27.

#### Prime iniziative della Sarasota
A partire dall'autunno, Sarasota Opera lancerà una nuova iniziativa intitolata "Sarasota Firsts" in cui la compagnia presenterà opere mai prodotte in precedenza sul palcoscenico di Sarasota. Per la stagione 2016/2017 Sarasota Opera presenterà tre opere collegate a questa nuova serie che sarnno Don Pasquale di Gaetano Donizetti, L'italiana in Algeri di Gioachino Rossini e I dialoghi delle Carmelitane di Francis Poulenc. La stagione includerà anche Madama Butterfly di Giacomo Puccini e L'amore dei tre re di Italo Montemezzi.

#### La serie di revival di capolavori
La serie comprende presentazioni di opere di merito artistico trascurate. Le opere presentate in questa serie hanno compreso La Wally di Alfredo Catalani, Maskarade di Carl Nielsen, Königskinder di Engelbert Humperdinck, Halka di Stanisław Moniuszko e L'amico Fritz di Mascagni.
La società gestisce anche un Programma per apprendisti e un Programma per artisti in studio. Entrambi i programmi forniscono ai giovani cantanti ulteriori opportunità di formazione e spettacolo nel coro o altri piccoli ruoli nelle produzioni dell'azienda.

#### La serie dei classici americani
La stagione lirica 2010-2011 ha segnato l'inizio della più recente iniziativa della Sarasota Opera, la American Classics Series, attraverso la quale Sarasota Opera ha assunto l'impegno di produrre un'opera di un compositore americano ogni stagione. L'opera di Robert Ward, The Crucible basata sull'opera teatrale omonima di Arthur Miller, è stata la produzione inaugurale di questa nuova serie, ed è stata accolta con successo dalla critica. La Stagione del Festival 2012 comprendeva Vanessa di Samuel Barber e, nel 2013, l'opera di American Classic era Of Mice and Men di Carlisle Floyd. Nel 2013 la compagnia annunciò che non avrebbero più continuato questa serie, con Lawrence Johnson che scrisse nella rivista londinese Opera che "Richard Russell, il nuovo direttore esecutivo della compagnia, ha deciso di staccare la spina al progetto a causa della mancanza di entusiasmo da parte della base locale dell'azienda, noioso per gli anziani che preferiscono il repertorio conservatore".

#### L'opera dei giovani
Il programma SarasotaYouth Opera, iniziato nel 1984, è il programma di formazione più completo progettato attualmente negli Stati Uniti per i giovani dagli 8 ai 18 anni. Il programma ammette tutti coloro che fanno domanda, indipendentemente dal livello di abilità e fornisce istruzioni sugli aspetti musicali e teatrali dell'opera. Negli ultimi anni la Sarasota Youth Opera ha eseguito anteprime mondiali sul palcoscenico di Sarasota, la più nota è The Language of Birds e ha dato la première negli Stati Uniti dell'opera del compositore canadese Dean Burry The Hobbit nel 2008. Nel 2010 la Sarasota Youth Opera ha presentato l'opera The Black Spider di Judith Weir. La Sarasota Opera ha presentato la prima mondiale di Little Nemo in Slumberland, un'opera che la compagnia ha commissionato con musica di Daron Hagen e parole di JD McClatchy, nel novembre 2012. Il 12 novembre 2016 la Sarasota Youth Opera eseguirà The Secret World of Og sempre del compositore canadese Dean Burry tratto dal famoso romanzo per bambini di Pierre Berton.

### Sarasota Opera House
Riconoscendo la necessità di un teatro più grande con una fossa d'orchestra, la corporazione acquistò l'A.B. Edwards Theatre, che era stato ribattezzato Teatro della Florida nel dicembre del 1936. Il teatro era stato costruito nel 1926 da un importante residente di Sarasota, Arthur Britton Edwards, come un versatile spazio per spettacoli che poteva essere adattato per il vaudeville o come un cinema. I membri della gilda ristrutturarono l'edificio a partire dal 1982. L'anno successivo l'A.B. Edwards Theatre fu inserito nel National Register of Historic Places e fu riaperto come il Sarasota Theatre of the Arts nel 1984. Il nome fu cambiato in Sarasota Opera House a pochi anni dopo. Dal 2007 fino all'apertura della nuova stagione, il 1º marzo 2008, il teatro dell'opera è stato ampiamente ristrutturato e aggiornato in tutto il suo interno ed esterno. I lavori di ristrutturazione da 20 milioni di dollari includevano una sventratura dell'auditorium, con conseguente piano di posti appena configurato, ampliamento delle aree pubbliche e Opera Club al secondo livello, l'apertura dell'atrio per rivelare un sistema di lucernari installato di recente che esisteva nell'edificio dal 1926. I posti a sedere sono stati ampliati a 1.119.